# Ilana (namn)

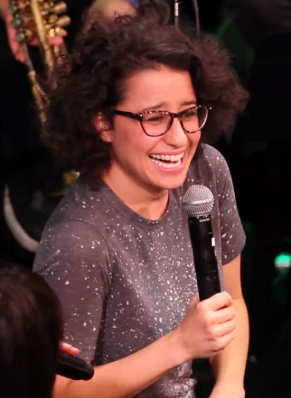
Ilana Glazer

Ilana är ett modernt assyriskt kvinnonamn som betyder träd.
Den 31 december 2014 fanns det totalt 61 kvinnor folkbokförda i Sverige med namnet Ilana, varav 48 bar det som tilltalsnamn.
Namnsdag: saknas

## Personer med namnet Ilana
- Ilana Glazer, amerikansk komiker, skådespelare, manusförfattare och producent
- Ilana Sod, mexikansk journalist